# Citrix Systems
Citrix Systems — американська транснаціональна корпорація, яка надає серверні, програмні та комп'ютерні віртуалізації, програмне забезпечення (SaaS) та технології хмарних обчислень.
Заснована Едом Якобуччі у 1989 році у місті Річардсон (штат Техас).
Citrix має корпоративну штаб-квартиру у Форт-Лодердейлі та офіси у Флориді, Санта-Кларі, Каліфорнії, а також офіси в таких країнах як Австралія, Канада, Данія, Німеччина, Індія та Велика Британія.

## Історія
Компанія Citrix була заснована в Річардсоні у 1989 році колишнім розробником IBM Едом Якобуччі з фінансуванням у 3 мільйони доларів. Першими працівниками компанії були ще п'ять інженерів IBM, яких Якобуччі переконав приєднатися до його команди.
Citrix спочатку називався Citrus, але змінив свою назву після того, як існуюча компанія заявляла права на торгову марку.
Першим продуктом компанії став Citrix Multiuser, по-суті, це була розширена версія OS / 2 (Операційна система / 2). Програма дозволяла декільком користувачам, що працюють на окремих комп'ютерах, мати віддалений доступ до програмного забезпечення на сервері, навіть із комп'ютерів не побудованих для запуску OS / 2. За три дні до випуску продукту в 1991 році Microsoft оголосила, що перейде з OS / 2 на Windows. Комутатор зробив програму майже непридатною для використання, щоб зробити його сумісним з Windows або DOS. Компанія обговорювала питання закриття в 1991 році, але інвестиції від Intel, Microsoft та Kleiner Perkins Caufield & Byers, дозволили компанії працювати над новою версією Multiuser.